# Fort McMurray
Fort McMurray antigament McMurray, és una àrea de serveis urbans al Municipi Regional de Wood Buffalo a Alberta, Canadà. Antigament era una ciutat, però fou transformada en una àrea de serveis urbans quan es va unir al Districte de Millorament núm. 43 l'1 d'abril de 1995 per crear el Municipi de Wood Buffalo (reanomenat R.M. de Wood Buffalo el 14 d'agost de 1996). Malgrat la seva denominació oficial actual d'àrea de servei urbà, molts polítics i mitjans de comunicació locals encara es refereixen a Fort McMurray com a ciutat. Fort McMurray fou coneguda com a McMurray entre 1947 i 1962.

## Clima
La seva temperatura mitjana anual és d'1,0 °C. Gener té -17,4 °C i juliol 17,1 °C. La pluviometria mitjana anual és de 419 litres

## Demografia
En el cens del Canadà de 2011 Fort McMurray tenia 61.374 habitants que vivien en 21.729 dels 26.401 habitatges totals, un canvi del 28,7% respecte a la població de 2006 que era de 47.705. Amb una superfície de 59,89 km² tenia una densitat de població de 1.024,8 h/km² en 2011.

## Economia
Fort McMurray és considerat el cor d'un dels centres de producció de petroli d'Alberta (i del Canadà), situat prop dels Athabasca Oil Sands. A més de les sorres petrolíferes, l'economia es basa en les canonades de gas natural i petroli, la silvicultura i el turisme. Les principals empreses petrolieres són Syncrude, Suncor Energy, CNRL, Shell, i Nexen. El creixement de Fort McMurray és característic d'una boomtown. Els preus de compra i de lloguer dels habitatges són més alts a Fort McMurray del que un es pot esperar en una àrea tan remota. En 2006, Fort McMurray tenia els preus més alts d'Alberta. El govern d'Alberta ha promès alliberar més terres de la corona per a construir habitatges, principalment a la zona nord de Timberlea.

## Història
Abans de l'arribada dels europeus a la fi del segle xviii els cree eren les Primeres Nacions dominants a l'àrea de Fort McMurray. Les Athabasca Oil Sands eren conegudes pels vilatans i els dipòsits en la superfície s'utilitzaven per impermeabilitzar les seves canoes. En 1778, el primer explorador europeu, Peter Pond, va arribar a la regió a la recerca de pells, ja que la demanda europea d'aquest producte era en un moment àlgid. Pond va explorar la regió més al sud al llarg del riu Athabasca i del riu Clearwater, però va optar per configurar una posició comercial molt més al nord del riu Athabasca prop del Llac Athabasca. No obstant això, la seva posició fou clausurada en 1788 quan es va construir Fort Chipewyan, l'establiment continu més antic d'Alberta.
En 1790, l'explorador Alexander MacKenzie va fer la primera descripció registrada de les sorres petrolíferes. En aquells dies hi havia un actiu comerç entre els exploradors i els cree en la confluència dels rius Clearwater i Athabasca. La Companyia de la Badia de Hudson i la Companyia del Nord-oest estaven en ferotge competència en aquesta regió. S'hi va establir Fort McMurray com a posició de la Companyia de la Badia de Hudson en 1870, i va continuar funcionant com una parada de transport en les següents dècades després. L'Alberta and Great Waterways Railway va arribar el 1915 complementant servei de vaixell de vapor existent.
La Comunitat ha tingut un paper significatiu en la història de la indústria petroliera al Canadà. Se sap que l'exploració petroliera s'ha iniciat en el segle xx, però la població de Fort McMurray era petita, no més d'uns pocs centenars de persones. En 1921, hi va haver un seriós interès en el desenvolupament de desenvolupament de la planta de refinació per separar el petroli de les sorres. Alcan Oil Company va ser la primera companyia que començà les proves a Fort McMurray. Es va establir la propera comunitat de Waterways per proporcionar un terminal de transport per aigua, fins a 1925, un quan hi arribà el ferrocarril.
Abasands Oil va ser la primera companyia que va extreure amb èxit petroli de les sorres bituminoses a través de l'extracció amb aigua calenta per la dècada de 1930, però la producció era molt baixa. La sortida de tractament de Fort McMurray va créixer gradualment a més de 1.100 barrils/dia durant la Segona Guerra Mundial, i Fort McMurray va ser posada en marxa per les forces dels EUA i el Canadà per al projecte Canol.
Fort McMurray i Waterways es fusionaren com la vila de McMurray (el "Fort" es va abandonar fins a 1962, quan va ser restaurat per reflectir el seu patrimoni) en 1947, i un any després es va convertir en poble. Fort McMurray va rebre l'estatus de poble nou de manera que podria aconseguir més finançament provincial. Per 1966 la població era més de 2.000.
En 1967 va obrir la planta Great Canadian Oil Sands (ara Suncor) i el creixement de Fort McMurray augmentà. Es van obrir més plantes de sorra bituminosa, especialment després de la crisi del petroli del 1973 i de la crisi del petroli de 1979. La població del poble passà dels 6.847 habitants en 1971 als 31.000 de 1981, un any després que rebés l'estatut de ciutat.
La ciutat va continuar creixent durant alguns anys, fins i tot després de la crisi del petroli causada pel col·lapse dels preus mundials del petroli i el Programa Nacional d'Energia, que va ser rebutjat després que el Partit Progressista Conservador formés el govern del Canadà en 1984. La població assolir un màxim de gairebé 37.000 el 1985, que va baixar a 34.000 el 1989. Els baixos preus del petroli des del col·lapse del preu del petroli en 1986 desaccelerà la producció de sorres bituminoses, i com l'extracció de petroli de les sorres bituminoses és un procés molt car i els preus mundials eren més baixos aquesta esdevingué antieconòmica. No obstant això, l'augment del preu del petroli des de 2003 han fet novament rendible l'extracció de petroli.
L'1 d'abril de 1995 la Ciutat de Fort McMurray i el Districte de Millora Núm. 143 es van fusionar per formar el Municipi de Wood Buffalo. El nou municipi va canviar el nom a municipi regional (RM) de Wood Buffalo el 14 d'agost de 1996. Com a resultat, Fort McMurray ja no designat oficialment com a ciutat. En comptes va ser designada àrea de servei urbà dins d'un municipi especialitzat.